# MLB All-Star Game 1987
MLB All-Star Game 1987 – 58. Mecz Gwiazd ligi MLB, który odbył się 14 lipca 1987 roku na Oakland-Alameda County Coliseum w Oakland. Spotkanie zakończyło się zwycięstwem National League All-Stars 2-0 po 13 inningach. Frekwencja wyniosła 54 960 widzów.
Najbardziej wartościowym zawodnikiem został Tim Raines, który zaliczył trzy uderzenia, w tym two-run triple w pierwszej połowie trzynastej zmiany.

## Wyjściowe składy
| National League | National League   | National League | National League | American League | American League  | American League | American League |
| #               | Zawodnik          | Klub            | Pozycja         | #               | Zawodnik         | Klub            | Pozycja         |
| --------------- | ----------------- | --------------- | --------------- | --------------- | ---------------- | --------------- | --------------- |
| 1               | Eric Davis        | Reds            | LF              | 1               | Rickey Henderson | Yankees         | CF              |
| 2               | Ryne Sandberg     | Cubs            | 2B              | 2               | Don Mattingly    | Yankees         | 1B              |
| 3               | Andre Dawson      | Cubs            | CF              | 3               | Wade Boggs       | Red Sox         | 3B              |
| 4               | Mike Schmidt      | Phillies        | 3B              | 4               | George Bell      | Blue Jays       | LF              |
| 5               | Jack Clark        | Cardinals       | 1B              | 5               | Dave Winfield    | Yankees         | RF              |
| 6               | Darryl Strawberry | Mets            | RF              | 6               | Cal Ripken Jr.   | Orioles         | SS              |
| 7               | Gary Carter       | Mets            | C               | 7               | Terry Kennedy    | Orioles         | C               |
| 8               | Ozzie Smith       | Cardinals       | SS              | 8               | Willie Randolph  | Yankees         | 2B              |
| 9               | Mike Scott        | Astros          | P               | 9               | Bret Saberhagen  | Royals          | P               |

| National League                                                | 0 | 0 | 0 | 0 | 0 | 0 | 0 | 0 | 0 | 0 | 0 | 0 | 2 | 2 | 8 | 2 |
| American League                                                | 0 | 0 | 0 | 0 | 0 | 0 | 0 | 0 | 0 | 0 | 0 | 0 | 0 | 0 | 6 | 1 |
| WP: Lee Smith (1–0) LP: Jay Howell (0–1) SV: Sid Fernandez (1) |   |   |   |   |   |   |   |   |   |   |   |   |   |   |   |   |

## Składy
| Miotacze - Tom Henke (1) - Jay Howell (2) - Bruce Hurst (1) - Mark Langston (1) - Jack Morris (4) - Dan Plesac (1) - Dave Righetti (2) - Bret Saberhagen (1) - Mike Witt (2) Łapacze - Terry Kennedy (3) - Matt Nokes (1) - Ernie Whitt (1) |  | Wewnątrzpolowi - Wade Boggs (3) - George Brett (12) - Tony Fernández (2) - Don Mattingly (4) - Mark McGwire (1) - Larry Parrish (2) - Willie Randolph (5) - Harold Reynolds (1) - Cal Ripken Jr. (5) - Kevin Seitzer (1) - Pat Tabler (1) - Alan Trammell (4) - Lou Whitaker (5) Zapolowi - Harold Baines (3) - George Bell (1) - Dwight Evans (3) - Rickey Henderson (7) - Kirby Puckett (2) - Dave Winfield (11) |  | Menadżer - John McNamara Trenerzy - Jim Fregosi - Tony LaRussa Honorowy kapitan - Catfish Hunter |

| Miotacze - Steve Bedrosian (1) - Sid Fernandez (2) - John Franco (2) - Orel Hershiser (1) - Rick Reuschel (2) - Mike Scott (2) - Lee Smith (2) - Rick Sutcliffe (2) Łapacze - Gary Carter (10) - Bo Díaz (2) - Ozzie Virgil, Jr. (2) |  | Wewnątrzpolowi - Hubie Brooks (2) - Jack Clark (4) - Keith Hernandez (5) - Juan Samuel (2) - Ryne Sandberg (4) - Mike Schmidt (11) - Ozzie Smith (7) - Tim Wallach (3) Zapolowi - Eric Davis (1) - Andre Dawson (4) - Pedro Guerrero (4) - Tony Gwynn (4) - Jeffrey Leonard (1) - Willie McGee (3) - Dale Murphy (7) - Tim Raines (7) - Darryl Strawberry (4) |  | Menadżer - Davey Johnson Trenerzy - Roger Craig - Hal Lanier Honorowy kapitan - Billy Williams |

- W nawiasie podano liczbę powołań do All-Star Game.